# 何塞·玛丽亚·桑切斯-席尔瓦
何塞·玛丽亚·桑切斯-席尔瓦（西班牙語：José María Sánchez-Silva，1911年11月11日—2002年1月13日），西班牙儿童文学作家，1968年与詹姆斯·克吕斯共同获得国际安徒生作家奖。

## 生平
1911年11月11日出生在马德里，1931年开始写作生涯，担任《向上报》（Arriba）编辑，1939年升为总编辑，1949年成为副主任，同时也是《阿贝赛报》定期撰稿人。
1953年出版成名作《马塞林诺，面包和酒》。1955年被拍成了电影并获奖，中文译名《稚情》。
2002年1月13日在马德里家中去世，享年90岁，遗体被埋葬在埃斯科里亚尔修道院。

## 中文译本
- 何塞·玛丽亚·桑切斯-席尔瓦. . 国际安徒生奖获奖作家作品书系. 由黄子芸翻译. 湖南教育出版社. 2014年1月. ISBN 9787553909431.
- 何塞·玛丽亚·桑切斯-席尔瓦. . 国际安徒生奖获奖作家作品书系. 由黄子芸翻译. 甘肃少年儿童出版社. 2018年1月. ISBN 9787542247841.